# Міжнародні вугільні конференції
Міжнародні вугільні конференції (МВК), (рос. международные угольные конференции (МУК), англ. international coal conferences, нім. internationale Bergbau-Konferenzen f pl (Kohlen-Konferenzen f pl)) — наукові та науково-практичні форуми вчених, присвячені проблемам генезису, структури і властивостей вугілля, теорії і практиці його розвідки, добування та переробки. Найвідомішою та найвищого рівня вважається МВК «Наука про вугілля» — International Conference on Coal Science (ICCS), на якій розглядаються фундаментальні аспекти вугільної науки (структура, фізичні та хімічні властивості твердих палив та їх складових) на сучасному рівні, а також нові досягнення у підходах до раціонального використання вугілля різного походження й якості. ICCS проводиться раз у 2 роки у різних країнах світу. Наприклад, ICCS-95 відбулася у Іспанії, ICCS-97 у Німеччині, ICCS-99 у Китаї (Тайвань), ICCS-2001 у США (Сан-Франциско), ICCS-2003 у Австралії (Квінсленд), ICCS-2005 — у Японії (Окінава), ICCS&T2019 у Польщі (Краків).
Проблема використання вугілля різного ступеня метаморфізму як прекурсора нових вуглецевих матеріалів (сорбентів тощо) для каталізаторів і т. ін. присутня у міжнародній вуглецевій конференції «Carbon», що теж відбувається раз у 1-2 роки у різних країнах. Конференція «Carbon-96» відбулася у Великій Британії, «Carbon-98» — у Японії (Токіо), "Carbon-99 — у США (Харлестон), «Carbon-2001» — у США (Лексінгтон), «Carbon-2002» — у Китаї (Пекін), «Carbon-2003» — в Іспанії (Ов'єдо), «Carbon-2004» — у США (Провіденс), «Carbon-2005» — у Півд. Кореї (Гуенгью), «Carbon-2006» — у Шотландії (Абердин).
Міжнародна конференція «Catalysis and Adsorption in fuel processing and environmental protection» проходить у Польщі — 1996, 1999, 2002, 2005 рр.; Міжнародна конференція «Coal Structure» (Польща, 1992, 1994, 1996, 2002 р.) також проводиться польськими вченими за сприянням Європейського Союзу.
European Coal Conference (Велика Британія — 1993, Чехія — 1995, Туреччина — 1997, Польща — 2000, Бельгія — 2002, Сербія — 2005 р.) сфокусована на проблемах вугільної геології з спеціальним аспектом на проблемах охорони довкілля.
Чехія у останні роки активно приймає у себе представників вугільної геологічної науки (Міжнародна геологічна конференція «Coal Geology Conference», Прага — 1998, 2001, 2003 рр.).
Американська геологічна служба раз на 2 роки організує міжнародні робочі зустрічі з питань якості вугілля в усьому світі (International Coal Quality Meeting, м. Рестон, США). Pittsburgh Coal Conference проходить щорічно на базі Пітсбурзького університету і розглядає питання технології спалювання, газифікації, одержання водню з вугілля, технології моніторингу довкілля, глобальної зміни клімату, хімії вугілля, утилізації відходів вуглевидобутку та вуглепереробки. У 2006 р. відбулася вже 23-я конференція. 24-а конференція має бути в 2007 р. у Йоганнесбурзі (ПАР).
В Росії щорічно проходить міжнародна конференція з проблем переробки твердого палива: «Химия и технология твердого топлива», «Химия и природосберегающие технологии использования угля», Звенигород — 1999, 2001, 2003, 2005 рр.). До 70-ліття Института горючих ископаемых (ИГИ) в Росії відбулася конференція «Перспективы развития углехимии и химии углеродных материалов в XXI веке» (Звенигород, 2005 р.).
Крім того, в країнах СНД проходить міжнародний симпозіум «Проблемы катализа в углехимии» (Донецьк, Україна, 1990 р., Красноярськ, 1993 р., Новосибірськ, 1997 р., Красноярськ, Росія, 2000 р.), на засіданнях якого розглядаються актуальні проблеми конверсії твердих палив у більш екологічно чисті енергоносії та шляхи підвищення її ефективності за рахунок використання природних та штучних каталізаторів.

## Міжнародні вугільні конференції в Україні
В Україні спеціальні наукові вугільні конференції в останні 10 років не проводились. Науково-практичні конференції проводяться регулярно на спеціалізованих виставках «Вугілля/Майнінг» («Експодонбас», Донецьк), з 1997 р. щорічно — у смт Мелекіне (ЗАТ «Ана-Темс», Національний гірничий університет, УкрНДІвуглезбагачення та ін.). Вугільна тематика була присутня на міжнародній зустрічі з питань енергетики (Київ, 2000 р.), на науково-практичній конференції «Донбас- 2020: охорона довкілля та екологічна безпека» (м. Донецьк — 2001 р.), «Екологія промислових регіонів» (м. Горлівка-1999), «Вугільна теплоенергетика: проблеми реабілітації та розвитку» (Алушта, Крим, 2004, 2005, 2006 рр.), на щорічних Форумах гірників при Національному гірничому університеті (м. Дніпропетровськ) та інші.